# سیارک ۳۴۷۸
سیارک ۳۴۷۸ (به انگلیسی: 3478 Fanale، نامگذاری:1979XG) سه هزار و چهارصد و هفتاد و هشتمین سیارک کشف شده‌است که در ۱۴ دسامبر ۱۹۷۹ کشف شد.
قدر مطلق سیارک برابر ۱۲٫۸۰ است.